# Witte de Withplein (Amsterdam)

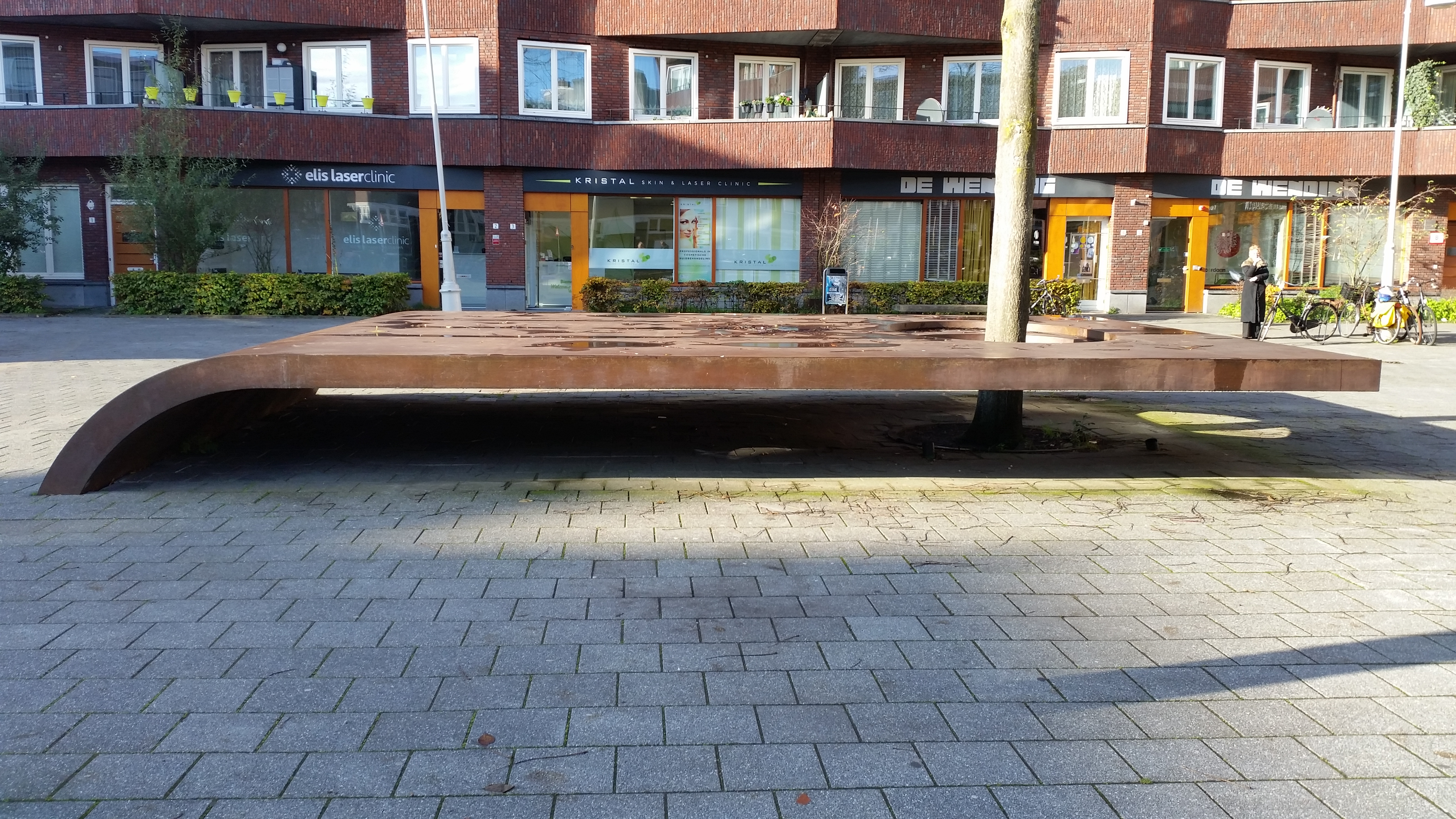
666/999 van Van Houwelingen (november 2019)

Het Witte de Withplein is een plein in Amsterdam-West, Chassébuurt.

## Geschiedenis en ligging
In de late jaren nul van de 21e eeuw sloeg "Stedelijk Vernieuwingsplan Chassébuurt" van het Stadsdeel De Baarsjes toe in de Chassébuurt. De buurt had een opknapbuurt nodig. Er werd gerenoveerd maar er vond ook sloop en nieuwbouw plaats. Door in 2009 een woonblok aan de Witte de Withstraat, de Van Kinsbergenstraat, de Admiralengracht en de Lodewijk Boissotstraat te slopen ontstond ruimte voor nieuwbouw, maar ook voor een open ruimte. Deze open ruimte moest enige verlichting brengen in de relatief dichte bebouwing alhier. Bovendien vormde het een welkome onderbreking in de lange gevelwanden van de Witte de Withstraat. Al in december 2007 vergaderde de Commissie Naamgeving Openbare Ruimte (CNOR) over het voorstel die open ruimte te vernoemen naar de straat en indirect dus naar Witte de With. Het bijzondere daarbij is dat de straat haar naam kreeg van de gemeente Sloten (1911) en het plein door een Amsterdams stadsdeel.
In de zomer van 2013 ondervonden bewoners van de nieuwbouw veel overlast op het plein van jongeren uit de buurt.

## Gebouwen
Er kwam op genoemd terrein een nieuwbouwcomplex bestaande uit 122 woningen (huur- en koop-) naar een ontwerp van architecten Wilco van Oosten en Tako Postma met daaronder een parkeergarage. Zij kwamen naar eigen zeggen met gebouwen, die pasten binnen de plaatselijke bebouwing uit de jaren twintig en enigszins doen denken aan de bouwstijl van de Amsterdamse School. De zuidwand van de Van Kinsbergenstraat is bijvoorbeeld ontworpen door Arend Jan Westerman, die in die stijl varieerde. De golvende gevelwand aan het plein is gebaseerd op de rondingen die architecten binnen de Amsterdamse School wel toepasten, alhoewel hier hoekig toegepast. De bouw begon in 2009. Een deel van de woningen was bestemd voor ouderen. Woningbouwvereniging Ymere had de supervisie. De naam van het complex De Wending is afgebeeld in een lettertype dat lijkt op die van de Amsterdamse School. Wendingen was de titel van een blad betreffende architectuur, merendeels gericht op genoemde bouwstijl.
De huisnummers lopen op van 1 tot en met 47 doorlopend.

## Kunst
De inrichting van het plein is ontworpen door Hans van Houwelingen. Hij ontwierp de bestrating en het midden op het plein staande artistiek kunstwerk 666/999. Dat bestaat uit een twintig centimeter dikke plaat staal van 4,85 bij acht meter (gulden snede) die met een kromming uit de grond omhoog komt en vervolgens een negentig centimeter hoog podium kan bieden aan welke bewoner dan ook. Midden in de plaat is een uitsparing van waaruit een levensboom groeit. In het plateau staat 666 (het kwaad) dan wel 999 (zuiverheid) te lezen. Het abstracte beeld werd in 2012 geplaatst. Ook dit werk heeft sommigen binding met de bouwstijl Amsterdamse School (ruimtelijk spel van grote vlakken). Het kunstwerk werd uitgewerkt aan de hand van een klein schaalmodel. Van Houwelingen omschreef het in 2012 zelf als (citaat): Het is zwaar, maar het zweeft. Bij de inrichting van de plein werd bepaald dat Van Houwelingen tot 2028 de auteursrechten heeft van die inrichting inclusief 666/999. Dit leidde vanaf 2019 tot een geschil tussen bewoners en de kunstenaar. De donkere bestrating leidt bij zonneschijn tot intense warmte, die niet opgevangen of voorkomen kan worden door beplanting. De bewoners wensen daarom meer groen op het plein, terwijl de kunstenaar zijn schepping niet wil laten aantasten.